# Suresnes American Cemetery and Memorial
De Suresnes American Cemetery and Memorial is een Amerikaanse militaire begraafplaats in Suresnes in Hauts-de-Seine (Frankrijk).
Het is de laatste rustplaats van 1541 Amerikaanse soldaten die in de Eerste Wereldoorlog zijn gesneuveld.
De begraafplaats, hoog op de hellingen van Mont Valérien, biedt uitzicht over Parijs.